# 카트린 프로
카트린 프로(Catherine Frot, 1956년 5월 1일 ~ )는 프랑스의 배우이다. 총 열 차례 세자르상 후보에 올라 《마가렛트 여사의 숨길 수 없는 비밀》(2015)로 여우주연상을, 《가족 분위기》(1996)로 여우조연상을 탔다.

## 출연 작품
- 내 미국 삼촌 (1980)
- 가족 분위기 (1996, Un air de famille)
- 바보들의 저녁식사 (1998)
- 카오스 (2001)
- Les Sœurs fâchées (2004)
- 페이지 터너 (2006)
- 오데뜨 투르몽드 (2006)
- 엘리제궁의 요리사 (2012)
- 마가렛트 여사의 숨길 수 없는 비밀 (2015)
- 더 미드와이프 (2017)
- 베르네 부인의 장미정원 (2020)